# トムソンカントリークラブ
トムソンカントリー倶楽部（トムソンカントリーくらぶ） は、栃木県栃木市にある18Hのゴルフ場。

## 概要
全英オープン通算５勝を飾った、ピータートムソン設計による戦略性に富むコース。
約４０万坪の光陵に広がる当倶楽部は日本の四季が感じられます。
木々の彩りを映し出す池やクリーク、プレーヤーを試すかの様に配置された深いバンカー、
各ホールとも変化に富み、チャレンジスピリットを大いにかきたてるコースです。

## アクセス
東北自動車道を使って都心から約１時間程、栃木インターチェンジから15分。
北関東自動車道を使って都賀インターチェンジからは5分。